# Louis Dupichot
Louis Dupichot (París, 23 de septiembre de 1995) es un jugador francés de rugby que se desempeña como fullback y juega en el Racing 92 del Top 14.

## Carrera
Comenzó su carrera profesional en el importante Racing 92, debutando en primera en 2014. Actualmente es titular del equipo y tiene contrato hasta 2019.
Fue cedido al Section Paloise como refuerzo para la temporada 2016–17, regresó a Racing 92 finalizada la misma.

### Barbarians
En noviembre de 2016, fue seleccionado en el equipo de los Barbarians franceses para enfrentar a los Wallabies. Los europeos ganaron 19–11. En junio de 2017, vuelve a ser convocado para jugar dos partidos contra los Springboks que terminaron en derrota y Dupichot jugó de titular ambos partidos. En noviembre del mismo año fue seleccionado para enfrentar a los Māori All Blacks, los franceses ganaron 19–15.

## Palmarés
- Campeón del Top 14 2015–16.